# Антоніо Росселліно
Антоніо Гамбареллі відомий як Антоніо Росселліно (італ. Antonio Rossellino; бл. 1427, Сеттіньяно — 1478, Флоренція) — італійський скульптор, брат скульптора Бернардо Росселліно (1409—1464). Один із провідних майстрів Флоренції другої половини XV століття.
Походить з родини італійських скульпторів та архітекторів епохи раннього Відродження. Народився у містечку Сеттіньяно; навчався у свого брата Бернардо. Працював у Флоренції, Емполі, Фаенці, Венеції, можливо у Неаполі.
Основний твір — каплиця кардинала Португальського у базиліці Сан-Міньято-аль-Монте у Флоренції, кольоровий мармур, 1461—66), якому характерна композиційна свобода, любов до тонких живописних прийомів у моделюванні одягу та обличчя. Статуя св. Севастьяна (Емполі, Колледжата) вважається одним із найкращих зображень оголеного чоловічого тіла у скульптурі XV ст.; надгробок Сан-Савіно у соборі міста Фаенци, монумент Роварелло у Феррарі (церква Сан-Джордано), вівтар в каплиці Іоанна Хрестителя у церкві Сан-Джоббе (Венеція).
Інші твори:
- «Погруддя Джованні Келліні», 1456, Музей Вікторії та Альберта, Лондон
- «Мадонна із немовлям», бл. 1465/1470, Музей історії мистецтв, Відень
- «Мадонна із немовлям», 1475, Музей Боде, Берлін.

## Галерея

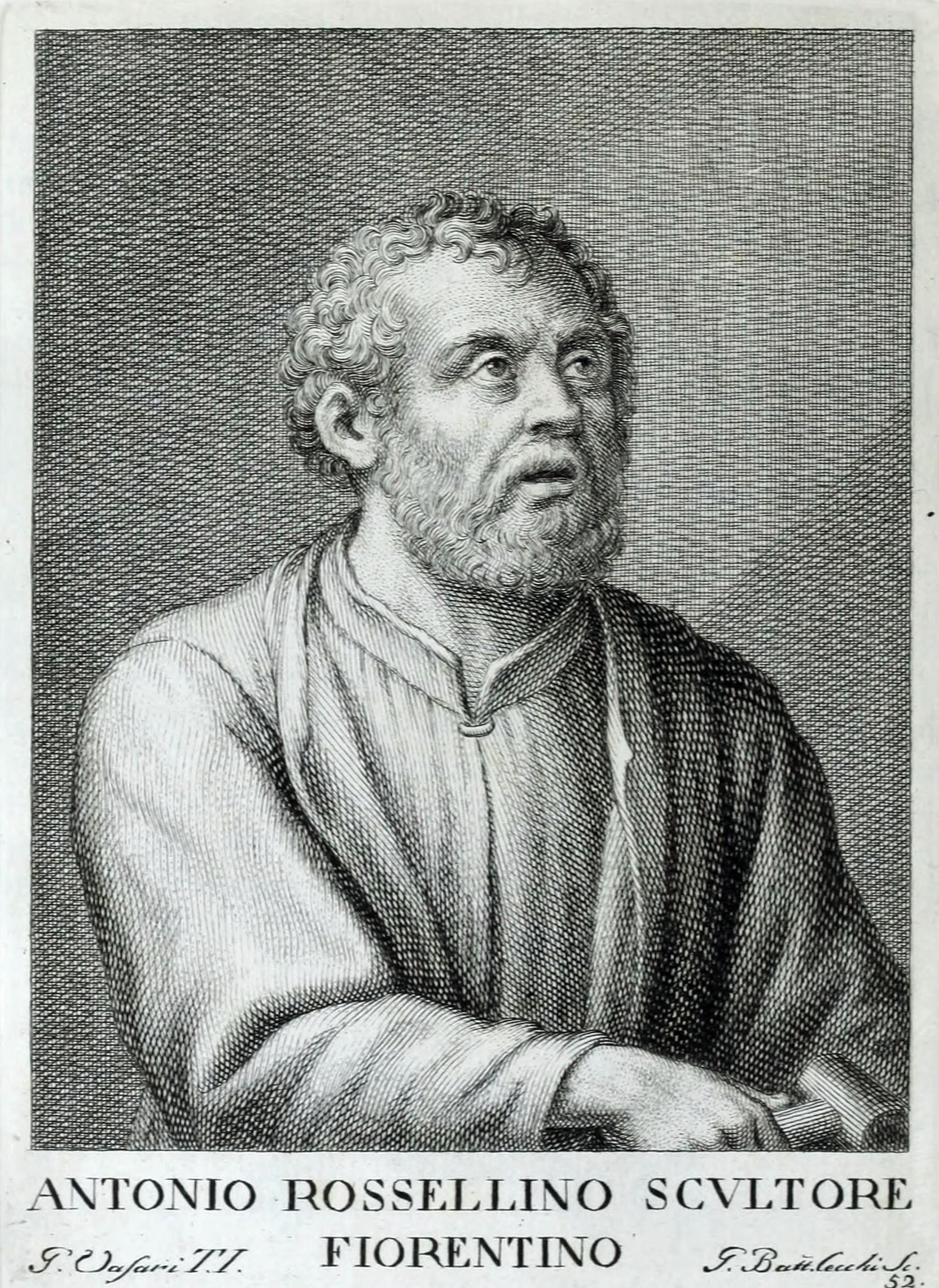
Антоніо Росселліно
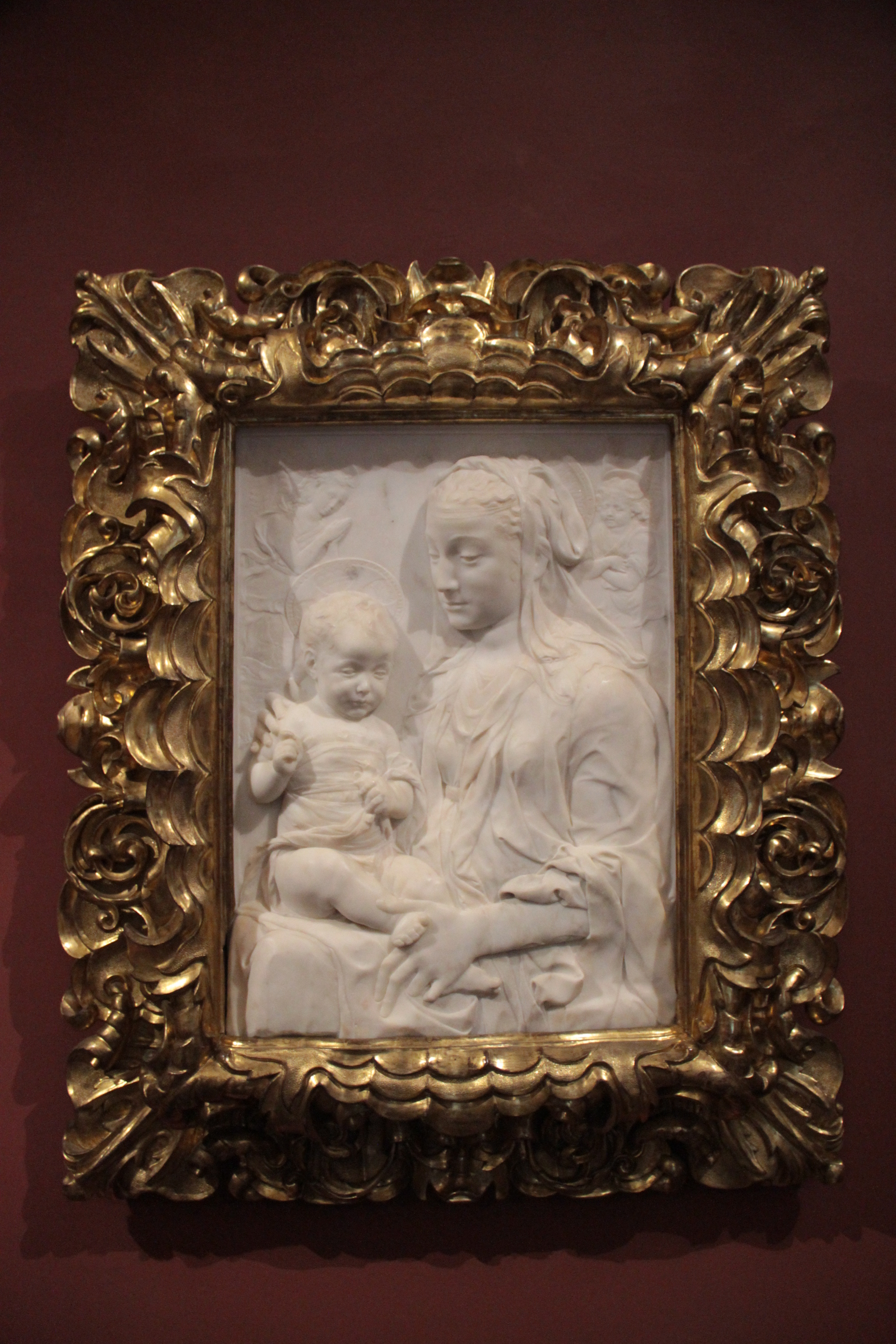
«Мадонна із немовлям», бл. 1465/1470. Музей історії мистецтв, Відень

## Виноски
1. 1 2  Зведений список імен діячів мистецтва
2. ↑  Benezit Dictionary of Artists — OUP, 2006. — ISBN 978-0-19-977378-7
3. ↑  Deutsche Nationalbibliothek Record #118791206 // Gemeinsame Normdatei — 2012—2016.
4. ↑  Kunstindeks Danmark
5. ↑  CONOR.Sl